# 24 Ore di Le Mans 2015
La 24 Ore di Le Mans 2015 è stata la 83ª maratona automobilistica che ha avuto luogo tra il 13 e il 14 giugno 2015 sul Circuit de la Sarthe di Le Mans, in Francia. È stato il terzo appuntamento del Campionato del Mondo Endurance FIA 2015. Questa edizione ha segnato il ritorno alla vittoria della Porsche.

## Qualifiche
Le pole position per ogni classe sono denotate in grassetto.  Il giro più veloce segnato da ogni iscritto è evidenziato in grigio.
| Pos | Classe    | N  | Squadra                   | Qualifiche 1 | Qualifiche 2 | Qualifiche 3 | Distacco | Griglia |
| --- | --------- | -- | ------------------------- | ------------ | ------------ | ------------ | -------- | ------- |
| 1   | LMP1      | 18 | Porsche Team              | 3:16.887     | 3:20.974     | 3.21.119     |          | 1       |
| 2   | LMP1      | 17 | Porsche Team              | 3:17.767     | 3:20.980     | 3:21.065     | +0.880   | 2       |
| 3   | LMP1      | 19 | Porsche Team              | 3:19.297     | 3:18.862     | 3:22.097     | +1.975   | 3       |
| 4   | LMP1      | 8  | Audi Sport Team Joest     | 3:19.866     | 3:21.681     | 3:22.678     | +2.979   | 4       |
| 5   | LMP1      | 7  | Audi Sport Team Joest     | 3:21.839     | 3:20.561     | 3:20.967     | +3.674   | 5       |
| 6   | LMP1      | 9  | Audi Sport Team Joest     | 3:21.081     | 3:22.494     | 3:20.997     | +4.110   | 6       |
| 7   | LMP1      | 2  | Toyota Racing             | 3:23.543     | 3:26.380     | 3:23.738     | +6.656   | 7       |
| 8   | LMP1      | 1  | Toyota Racing             | 3:23.767     | 3:25.233     | 3:24.562     | +6.880   | 8       |
| 9   | LMP1      | 12 | Rebellion Racing          | 3:26.874     | 3:28.745     | 3:28.053     | +9.987   | 9       |
| 10  | LMP1      | 13 | Rebellion Racing          | 3:31.933     | 3:38.044     | 3:28.930     | +12.043  | 10      |
| 11  | LMP1      | 4  | Team ByKolles             | 3:40.368     | 3:36.825     | 3:37.167     | +19.938  | 29      |
| 12  | LMP1      | 22 | Nissan Motorsports        | 3:41.400     | 3:42.230     | 3:36.995     | +20.108  | 30      |
| 13  | LMP1      | 23 | Nissan Motorsports        | 3:38.468     | 3:38.954     | 3:37.291     | +20.404  | 31      |
| 14  | LMP2      | 47 | KCMG                      | 3:38.032     | 3:40.624     | 3:39.147     | +21.145  | 11      |
| 15  | LMP1      | 21 | Nissan Motorsports        | 3:51.289     | 3:39.992     | 3:38.691     | +21.804  | 31      |
| 16  | LMP2      | 26 | G-Drive Racing            | 3:39.867     | 3:47.713     | 3:38.939     | +22.052  | 12      |
| 17  | LMP2      | 41 | Greaves Motorsport        | 3:38.958     | 3:44.123     | 3:41.722     | +22.071  | 13      |
| 18  | LMP2      | 38 | Jota Sport                | 3:39.004     | 3:45.770     | 3:40.920     | +22.117  | 14      |
| 19  | LMP2      | 36 | Signatech Alpine          | 3:40.438     | 3:41.477     | 3:39.699     | +22.812  | 15      |
| 20  | LMP2      | 46 | Thiriet by TDS Racing     | 3:39.923     | 3:40.441     | 3:39.805     | +23.036  | 16      |
| 21  | LMP2      | 34 | OAK Racing                | 3:40.058     | 3:43.853     | 3:40.078     | +23.171  | 17      |
| 22  | LMP2      | 48 | Murphy Prototypes         | 3:44.513     | 3:41.827     | 3:40.690     | +23.803  | 18      |
| 23  | LMP2      | 28 | G-Drive Racing            | 3:40.967     | 3:46.504     | 3:42.053     | +24.080  | 19      |
| 24  | LMP2      | 43 | Team SARD Morand          | 3:42.015     | No Time      | 3:41.250     | +24.363  | 20      |
| 25  | LMP2      | 29 | Pegasus Racing            | 3:42.023     | 3:43.824     | 3:43.850     | +25.136  | 21      |
| 26  | LMP2      | 27 | SMP Racing                | 3:42.077     | 3:54.065     | 3:43.729     | +25.190  | 22      |
| 27  | LMP2      | 42 | Strakka Racing            | 3:42.237     | 3:44.704     | 3:43.750     | +25.350  | 23      |
| 28  | LMP2      | 37 | SMP Racing                | 3:42.417     | 3:52.383     | 3:43.549     | +25.530  | 24      |
| 29  | LMP2      | 30 | Extreme Speed Motorsports | 3:44.675     | 3:42.862     | 3:42.453     | +25.566  | 25      |
| 30  | LMP2      | 31 | Extreme Speed Motorsports | 3:46.165     | 3:44.631     | 3:46.585     | +27.744  | 26      |
| 31  | LMP2      | 40 | Krohn Racing              | 3:44.899     | 3:44.854     | 3:45.491     | +27.967  | 27      |
| 32  | LMP2      | 45 | Ibañez Racing             | 3:45.450     | No Time      | 3:48.220     | +28.463  | 33      |
| 33  | LMP2      | 35 | OAK Racing                | 3:52.843     | 3:59.244     | 3:53.995     | +35.956  | 28      |
| 34  | LMGTE Pro | 99 | Aston Martin Racing V8    | 3:54.928     | 3:59.263     | 3:57.041     | +38.041  | 34      |
| 35  | LMGTE Pro | 51 | AF Corse                  | 3:59.815     | 3:57.503     | 3:55.025     | +38.138  | 35      |
| 36  | LMGTE Am  | 98 | Aston Martin Racing       | 3:55.102     | 4:00.110     | 3:59.081     | +38.215  | 36      |
| 37  | LMGTE Pro | 97 | Aston Martin Racing       | 3:55.466     | 3:57.447     | 3:57.219     | +38.579  | 37      |
| 38  | LMGTE Pro | 71 | AF Corse                  | 3:57.216     | 3:58.398     | 3:55.582     | +38.695  | 54      |
| 39  | LMGTE Pro | 95 | Aston Martin Racing       | 3:55.783     | 3:58.983     | 3:55.848     | +38.896  | 38      |
| 40  | LMGTE Pro | 63 | Corvette Racing-GM        | 3:55.963     | 3:59.754     | No Time      | +39.076  | WD      |
| 41  | LMGTE Pro | 91 | Porsche Team Manthey      | 3:57.192     | 3:57.843     | 3:56.618     | +39.731  | 39      |
| 42  | LMGTE Am  | 83 | AF Corse                  | 3:56.723     | 4:03.641     | 3:57.844     | +39.836  | 40      |
| 43  | LMGTE Am  | 72 | SMP Racing                | 3:57.271     | 3:58.837     | 3:56.877     | +39.990  | 41      |
| 44  | LMGTE Pro | 92 | Porsche Team Manthey      | 3:57.667     | 3:58.721     | 3:56.922     | +40.035  | 42      |
| 45  | LMGTE Pro | 64 | Corvette Racing-GM        | 3:57.081     | 4:00.025     | 3:58.689     | +40.194  | 43      |
| 46  | LMGTE Am  | 53 | Riley Motorsport-TI Auto  | 3:59.054     | 4:01.501     | 3:57.836     | +40.949  | 44      |
| 47  | LMGTE Am  | 77 | Dempsey-Proton Racing     | 3:58.822     | 4:08.157     | 3:57.842     | +40.955  | 45      |
| 48  | LMGTE Am  | 88 | Abu Dhabi-Proton Racing   | 3:58.259     | 4:02.361     | 3:58.771     | +41.372  | 46      |
| 49  | LMGTE Am  | 55 | AF Corse                  | 3:59.091     | 4:03.765     | 3:58.433     | +41.546  | 47      |
| 50  | LMGTE Am  | 61 | AF Corse                  | 4:02.544     | 4:00.311     | 3:58.695     | +41.808  | 48      |
| 51  | LMGTE Am  | 62 | Scuderia Corsa            | 3:58.946     | 4:05.332     | 4:03.162     | +42.059  | 49      |
| 52  | LMGTE Am  | 50 | Larbre Compétition        | 3:59.522     | 4:02.871     | 3:59.566     | +42.635  | 50      |
| 53  | LMGTE Am  | 66 | JMW Motorsport            | 4:00.551     | 4:03.881     | 3:59.612     | +42.725  | 51      |
| 54  | LMGTE Am  | 96 | Aston Martin Racing       | 4:01.160     | 4:04.193     | 4:01.146     | +44.259  | 52      |
| 55  | LMGTE Am  | 68 | Team AAI                  | 4:03.117     | 4:02.789     | 4:01.243     | +44.356  | 55      |
| 56  | LMGTE Am  | 67 | Team AAI                  | 4:04.827     | 4:05.137     | 4:01.270     | +44.383  | 53      |

## Gara

### Ordine di arrivo
| Pos | Classe    | No | Squadra                   | Piloti                                                                     | Telaio                       | Pneumatici | Giri |
| Pos | Classe    | No | Squadra                   | Piloti                                                                     | Motore                       | Pneumatici | Giri |
| --- | --------- | -- | ------------------------- | -------------------------------------------------------------------------- | ---------------------------- | ---------- | ---- |
| 1   | LMP1      | 19 | Porsche Team              | Earl Bamber Nick Tandy Nico Hülkenberg                                     | Porsche 919 Hybrid           | M          | 395  |
| 1   | LMP1      | 19 | Porsche Team              | Earl Bamber Nick Tandy Nico Hülkenberg                                     | Porsche 2.0 L Turbo V4       | M          | 395  |
| 2   | LMP1      | 17 | Porsche Team              | Timo Bernhard Brendon Hartley Mark Webber                                  | Porsche 919 Hybrid           | M          | 394  |
| 2   | LMP1      | 17 | Porsche Team              | Timo Bernhard Brendon Hartley Mark Webber                                  | Porsche 2.0 L Turbo V4       | M          | 394  |
| 3   | LMP1      | 7  | Audi Sport Team Joest     | André Lotterer Marcel Fässler Benoît Tréluyer                              | Audi R18 e-tron quattro      | M          | 393  |
| 3   | LMP1      | 7  | Audi Sport Team Joest     | André Lotterer Marcel Fässler Benoît Tréluyer                              | Audi 4.0 L Turbo Diesel V6   | M          | 393  |
| 4   | LMP1      | 8  | Audi Sport Team Joest     | Loïc Duval Lucas Di Grassi Oliver Jarvis                                   | Audi R18 e-tron quattro      | M          | 392  |
| 4   | LMP1      | 8  | Audi Sport Team Joest     | Loïc Duval Lucas Di Grassi Oliver Jarvis                                   | Audi 4.0 L Turbo Diesel V6   | M          | 392  |
| 5   | LMP1      | 18 | Porsche Team              | Marc Lieb Romain Dumas Neel Jani                                           | Porsche 919 Hybrid           | M          | 391  |
| 5   | LMP1      | 18 | Porsche Team              | Marc Lieb Romain Dumas Neel Jani                                           | Porsche 2.0 L Turbo V4       | M          | 391  |
| 6   | LMP1      | 2  | Toyota Racing             | Alexander Wurz Stéphane Sarrazin Mike Conway                               | Toyota TS040 Hybrid          | M          | 387  |
| 6   | LMP1      | 2  | Toyota Racing             | Alexander Wurz Stéphane Sarrazin Mike Conway                               | Toyota 3.7 L V8              | M          | 387  |
| 7   | LMP1      | 9  | Audi Sport Team Joest     | Marco Bonanomi Filipe Albuquerque René Rast                                | Audi R18 e-tron quattro      | M          | 387  |
| 7   | LMP1      | 9  | Audi Sport Team Joest     | Marco Bonanomi Filipe Albuquerque René Rast                                | Audi 4.0 L Turbo Diesel V6   | M          | 387  |
| 8   | LMP1      | 1  | Toyota Racing             | Anthony Davidson Sébastien Buemi Kazuki Nakajima                           | Toyota TS040 Hybrid          | M          | 386  |
| 8   | LMP1      | 1  | Toyota Racing             | Anthony Davidson Sébastien Buemi Kazuki Nakajima                           | Toyota 3.7 L V8              | M          | 386  |
| 9   | LMP2      | 47 | KCMG                      | Matthew Howson Richard Bradley Nicolas Lapierre                            | Oreca 05                     | D          | 358  |
| 9   | LMP2      | 47 | KCMG                      | Matthew Howson Richard Bradley Nicolas Lapierre                            | Nissan VK45DE 4.5 L V8       | D          | 358  |
| 10  | LMP2      | 38 | Jota Sport                | Simon Dolan Oliver Turvey Mitch Evans                                      | Gibson 015S                  | D          | 358  |
| 10  | LMP2      | 38 | Jota Sport                | Simon Dolan Oliver Turvey Mitch Evans                                      | Nissan VK45DE 4.5 L V8       | D          | 358  |
| 11  | LMP2      | 26 | G-Drive Racing            | Roman Rusinov Julien Canal Sam Bird                                        | Ligier JS P2                 | D          | 358  |
| 11  | LMP2      | 26 | G-Drive Racing            | Roman Rusinov Julien Canal Sam Bird                                        | Nissan VK45DE 4.5 L V8       | D          | 358  |
| 12  | LMP2      | 28 | G-Drive Racing            | Gustavo Yacamán Ricardo González Pipo Derani                               | Ligier JS P2                 | D          | 354  |
| 12  | LMP2      | 28 | G-Drive Racing            | Gustavo Yacamán Ricardo González Pipo Derani                               | Nissan VK45DE 4.5 L V8       | D          | 354  |
| 13  | LMP2      | 48 | Murphy Prototypes         | Nathanaël Berthon Karun Chandhok Mark Patterson                            | Oreca 03R                    | D          | 347  |
| 13  | LMP2      | 48 | Murphy Prototypes         | Nathanaël Berthon Karun Chandhok Mark Patterson                            | Nissan VK45DE 4.5 L V8       | D          | 347  |
| 14  | LMP2      | 27 | SMP Racing                | Maurizio Mediani David Markozov Nicolas Minassian                          | BR Engineering BR01          | M          | 340  |
| 14  | LMP2      | 27 | SMP Racing                | Maurizio Mediani David Markozov Nicolas Minassian                          | Nissan VK45DE 4.5 L V8       | M          | 340  |
| 15  | LMP2      | 31 | Extreme Speed Motorsports | Ed Brown Johannes van Overbeek Jon Fogarty                                 | Ligier JS P2                 | D          | 339  |
| 15  | LMP2      | 31 | Extreme Speed Motorsports | Ed Brown Johannes van Overbeek Jon Fogarty                                 | Honda HR28TT 2.8 L Turbo V6  | D          | 339  |
| 16  | LMP2      | 45 | Ibañez Racing             | José Ibañez Pierre Perret Ivan Bellarosa                                   | Oreca 03R                    | D          | 337  |
| 16  | LMP2      | 45 | Ibañez Racing             | José Ibañez Pierre Perret Ivan Bellarosa                                   | Nissan VK45DE 4.5 L V8       | D          | 337  |
| 17  | LMGTE Pro | 64 | Corvette Racing-GM        | Oliver Gavin Tommy Milner Jordan Taylor                                    | Chevrolet Corvette C7.R      | M          | 337  |
| 17  | LMGTE Pro | 64 | Corvette Racing-GM        | Oliver Gavin Tommy Milner Jordan Taylor                                    | Chevrolet 5.5 L V8           | M          | 337  |
| 18  | LMP1      | 13 | Rebellion Racing          | Alexandre Imperatori Dominik Kraihamer Daniel Abt                          | Rebellion R-One              | M          | 336  |
| 18  | LMP1      | 13 | Rebellion Racing          | Alexandre Imperatori Dominik Kraihamer Daniel Abt                          | AER P60 2.4 L Turbo V6       | M          | 336  |
| 19  | LMP2      | 29 | Pegasus Racing            | Léo Roussel Ho-Pin Tung David Cheng                                        | Morgan LMP2                  | M          | 334  |
| 19  | LMP2      | 29 | Pegasus Racing            | Léo Roussel Ho-Pin Tung David Cheng                                        | Nissan VK45DE 4.5 L V8       | M          | 334  |
| 20  | LMGTE Am  | 72 | SMP Racing                | Viktor Shaitar Aleksey Basov Andrea Bertolini                              | Ferrari 458 Italia GT2       | M          | 332  |
| 20  | LMGTE Am  | 72 | SMP Racing                | Viktor Shaitar Aleksey Basov Andrea Bertolini                              | Ferrari 4.5 L V8             | M          | 332  |
| 21  | LMGTE Pro | 71 | AF Corse                  | Davide Rigon James Calado Olivier Beretta                                  | Ferrari 458 Italia GT2       | M          | 332  |
| 21  | LMGTE Pro | 71 | AF Corse                  | Davide Rigon James Calado Olivier Beretta                                  | Ferrari 4.5 L V8             | M          | 332  |
| 22  | LMGTE Am  | 77 | Dempsey-Proton Racing     | Patrick Dempsey Patrick Long Marco Seefried                                | Porsche 911 RSR              | M          | 331  |
| 22  | LMGTE Am  | 77 | Dempsey-Proton Racing     | Patrick Dempsey Patrick Long Marco Seefried                                | Porsche 4.0 L Flat-6         | M          | 331  |
| 23  | LMP1      | 12 | Rebellion Racing          | Nicolas Prost Nick Heidfeld Mathias Beche                                  | Rebellion R-One              | M          | 330  |
| 23  | LMP1      | 12 | Rebellion Racing          | Nicolas Prost Nick Heidfeld Mathias Beche                                  | AER P60 2.4 L Turbo V6       | M          | 330  |
| 24  | LMGTE Am  | 62 | Scuderia Corsa            | Bill Sweedler Townsend Bell Jeff Segal                                     | Ferrari 458 Italia GT2       | M          | 330  |
| 24  | LMGTE Am  | 62 | Scuderia Corsa            | Bill Sweedler Townsend Bell Jeff Segal                                     | Ferrari 4.5 L V8             | M          | 330  |
| 25  | LMGTE Pro | 51 | AF Corse                  | Gianmaria Bruni Giancarlo Fisichella Toni Vilander                         | Ferrari 458 Italia GT2       | M          | 330  |
| 25  | LMGTE Pro | 51 | AF Corse                  | Gianmaria Bruni Giancarlo Fisichella Toni Vilander                         | Ferrari 4.5 L V8             | M          | 330  |
| 26  | LMGTE Am  | 83 | AF Corse                  | François Perrodo Emmanuel Collard Rui Águas                                | Ferrari 458 Italia GT2       | M          | 330  |
| 26  | LMGTE Am  | 83 | AF Corse                  | François Perrodo Emmanuel Collard Rui Águas                                | Ferrari 4.5 L V8             | M          | 330  |
| 27  | LMGTE Pro | 95 | Aston Martin Racing       | Christoffer Nygaard Nicki Thiim Marco Sørensen                             | Aston Martin V8 Vantage GTE  | M          | 330  |
| 27  | LMGTE Pro | 95 | Aston Martin Racing       | Christoffer Nygaard Nicki Thiim Marco Sørensen                             | Aston Martin 4.5 L V8        | M          | 330  |
| 28  | LMP2      | 30 | Extreme Speed Motorsports | Scott Sharp Ryan Dalziel David Heinemeier Hansson                          | Ligier JS P2                 | D          | 329  |
| 28  | LMP2      | 30 | Extreme Speed Motorsports | Scott Sharp Ryan Dalziel David Heinemeier Hansson                          | Honda HR28TT 2.8 L Turbo V6  | D          | 329  |
| 29  | LMP2      | 35 | OAK Racing                | Jacques Nicolet Jean-Marc Merlin Erik Maris                                | Ligier JS P2                 | D          | 328  |
| 29  | LMP2      | 35 | OAK Racing                | Jacques Nicolet Jean-Marc Merlin Erik Maris                                | Nissan VK45DE 4.5 L V8       | D          | 328  |
| 30  | LMGTE Pro | 91 | Porsche Team Manthey      | Richard Lietz Michael Christensen Jörg Bergmeister                         | Porsche 911 RSR              | M          | 327  |
| 30  | LMGTE Pro | 91 | Porsche Team Manthey      | Richard Lietz Michael Christensen Jörg Bergmeister                         | Porsche 4.0 L Flat-6         | M          | 327  |
| 31  | LMGTE Am  | 61 | AF Corse                  | Peter Ashley Mann Raffaele Giammaria Matteo Cressoni                       | Ferrari 458 Italia GT2       | M          | 326  |
| 31  | LMGTE Am  | 61 | AF Corse                  | Peter Ashley Mann Raffaele Giammaria Matteo Cressoni                       | Ferrari 4.5 L V8             | M          | 326  |
| 32  | LMP2      | 40 | Krohn Racing              | Tracy Krohn Niclas Jönsson João Barbosa                                    | Ligier JS P2                 | M          | 323  |
| 32  | LMP2      | 40 | Krohn Racing              | Tracy Krohn Niclas Jönsson João Barbosa                                    | Judd HK 3.6 L V8             | M          | 323  |
| 33  | LMP2      | 37 | SMP Racing                | Mikhail Aleshin Kirill Ladygin Anton Ladygin                               | BR Engineering BR01          | M          | 322  |
| 33  | LMP2      | 37 | SMP Racing                | Mikhail Aleshin Kirill Ladygin Anton Ladygin                               | Nissan VK45DE 4.5 L V8       | M          | 322  |
| 34  | LMGTE Pro | 99 | Aston Martin Racing V8    | Fernando Rees Alex MacDowall Richie Stanaway                               | Aston Martin V8 Vantage GTE  | M          | 320  |
| 34  | LMGTE Pro | 99 | Aston Martin Racing V8    | Fernando Rees Alex MacDowall Richie Stanaway                               | Aston Martin 4.5 L V8        | M          | 320  |
| 35  | LMGTE Am  | 68 | Team AAI                  | Han-Chen Chen Gilles Vannelet Mike Parisy                                  | Porsche 911 RSR              | M          | 320  |
| 35  | LMGTE Am  | 68 | Team AAI                  | Han-Chen Chen Gilles Vannelet Mike Parisy                                  | Porsche 4.0 L Flat-6         | M          | 320  |
| 36  | LMGTE Am  | 66 | JMW Motorsport            | Kuba Giermaziak Michael Avenatti Abd al-Aziz bin Turki bin Faysal Al Sa'ud | Ferrari 458 Italia GT2       | D          | 320  |
| 36  | LMGTE Am  | 66 | JMW Motorsport            | Kuba Giermaziak Michael Avenatti Abd al-Aziz bin Turki bin Faysal Al Sa'ud | Ferrari 4.5 L V8             | D          | 320  |
| 37  | LMGTE Am  | 67 | Team AAI                  | Jun-San Chen Xavier Maassen Alex Kapadia                                   | Porsche 911 GT3 RSR          | M          | 316  |
| 37  | LMGTE Am  | 67 | Team AAI                  | Jun-San Chen Xavier Maassen Alex Kapadia                                   | Porsche 4.0 L Flat-6         | M          | 316  |
| NC  | LMGTE Am  | 98 | Aston Martin Racing       | Paul Dalla Lana Pedro Lamy Mathias Lauda                                   | Aston Martin V8 Vantage GTE  | M          | 321  |
| NC  | LMGTE Am  | 98 | Aston Martin Racing       | Paul Dalla Lana Pedro Lamy Mathias Lauda                                   | Aston Martin 4.5 L V8        | M          | 321  |
| NC  | LMP1      | 22 | Nissan Motorsports        | Harry Tincknell Alex Buncombe Michael Krumm                                | Nissan GT-R LM Nismo         | M          | 242  |
| NC  | LMP1      | 22 | Nissan Motorsports        | Harry Tincknell Alex Buncombe Michael Krumm                                | Nissan VRX30A 3.0 L Turbo V6 | M          | 242  |
| DNF | LMP2      | 34 | OAK Racing                | Chris Cumming Kévin Estre Laurens Vanthoor                                 | Ligier JS P2                 | D          | 329  |
| DNF | LMP2      | 34 | OAK Racing                | Chris Cumming Kévin Estre Laurens Vanthoor                                 | Honda HR28TT 2.8 L Turbo V6  | D          | 329  |
| DNF | LMGTE Am  | 53 | Riley Motorsports-TI Auto | Jeroen Bleekemolen Ben Keating Marc Miller                                 | Dodge Viper SRT GTS-R        | M          | 304  |
| DNF | LMGTE Am  | 53 | Riley Motorsports-TI Auto | Jeroen Bleekemolen Ben Keating Marc Miller                                 | Dodge 8.0 L V10              | M          | 304  |
| DNF | LMP2      | 42 | Strakka Racing            | Nick Leventis Jonny Kane Danny Watts                                       | Strakka Dome S103            | M          | 264  |
| DNF | LMP2      | 42 | Strakka Racing            | Nick Leventis Jonny Kane Danny Watts                                       | Nissan VK45DE 4.5 L V8       | M          | 264  |
| DNF | LMGTE Am  | 55 | AF Corse                  | Duncan Cameron Alex Mortimer Matt Griffin                                  | Ferrari 458 Italia GT2       | M          | 241  |
| DNF | LMGTE Am  | 55 | AF Corse                  | Duncan Cameron Alex Mortimer Matt Griffin                                  | Ferrari 4.5 L V8             | M          | 241  |
| DNF | LMP1      | 23 | Nissan Motorsports        | Max Chilton Jann Mardenborough Olivier Pla                                 | Nissan GT-R LM Nismo         | M          | 234  |
| DNF | LMP1      | 23 | Nissan Motorsports        | Max Chilton Jann Mardenborough Olivier Pla                                 | Nissan VRX30A 3.0 L Turbo V6 | M          | 234  |
| DNF | LMP2      | 46 | Thiriet by TDS Racing     | Pierre Thiriet Ludovic Badey Tristan Gommendy                              | Oreca 05                     | D          | 204  |
| DNF | LMP2      | 46 | Thiriet by TDS Racing     | Pierre Thiriet Ludovic Badey Tristan Gommendy                              | Nissan VK45DE 4.5 L V8       | D          | 204  |
| DNF | LMGTE Am  | 96 | Aston Martin Racing       | Roald Goethe Stuart Hall Francesco Castellacci                             | Aston Martin V8 Vantage GTE  | M          | 187  |
| DNF | LMGTE Am  | 96 | Aston Martin Racing       | Roald Goethe Stuart Hall Francesco Castellacci                             | Aston Martin 4.5 L V8        | M          | 187  |
| DNF | LMP2      | 43 | Team SARD Morand          | Pierre Ragues Oliver Webb Zoël Amberg                                      | Morgan LMP2 Evo              | D          | 162  |
| DNF | LMP2      | 43 | Team SARD Morand          | Pierre Ragues Oliver Webb Zoël Amberg                                      | SARD 3.6 L V8                | D          | 162  |
| DNF | LMP1      | 21 | Nissan Motorsports        | Tsugio Matsuda Lucas Ordóñez Mark Shulzhitskiy                             | Nissan GT-R LM Nismo         | M          | 115  |
| DNF | LMP1      | 21 | Nissan Motorsports        | Tsugio Matsuda Lucas Ordóñez Mark Shulzhitskiy                             | Nissan VRX30A 3.0 L Turbo V6 | M          | 115  |
| DNF | LMP2      | 36 | Signatech Alpine          | Nelson Panciatici Paul-Loup Chatin Vincent Capillaire                      | Alpine A450b                 | D          | 110  |
| DNF | LMP2      | 36 | Signatech Alpine          | Nelson Panciatici Paul-Loup Chatin Vincent Capillaire                      | Nissan VK45DE 4.5 L V8       | D          | 110  |
| DNF | LMGTE Pro | 97 | Aston Martin Racing       | Darren Turner Stefan Mücke Rob Bell                                        | Aston Martin V8 Vantage GTE  | M          | 110  |
| DNF | LMGTE Pro | 97 | Aston Martin Racing       | Darren Turner Stefan Mücke Rob Bell                                        | Aston Martin 4.5 L V8        | M          | 110  |
| DNF | LMGTE Am  | 50 | Larbre Compétition        | Gianluca Roda Paolo Ruberti Kristian Poulsen                               | Chevrolet Corvette C7.R      | M          | 94   |
| DNF | LMGTE Am  | 50 | Larbre Compétition        | Gianluca Roda Paolo Ruberti Kristian Poulsen                               | Chevrolet 5.5 L V8           | M          | 94   |
| DNF | LMP2      | 41 | Greaves Motorsport        | Gary Hirsch Jon Lancaster Gaëtan Paletou                                   | Gibson 015S                  | D          | 71   |
| DNF | LMP2      | 41 | Greaves Motorsport        | Gary Hirsch Jon Lancaster Gaëtan Paletou                                   | Nissan VK45DE 4.5 L V8       | D          | 71   |
| DNF | LMGTE Am  | 88 | Abu Dhabi-Proton Racing   | Christian Ried Klaus Bachler Khalid Al Qubaisi                             | Porsche 911 RSR              | M          | 44   |
| DNF | LMGTE Am  | 88 | Abu Dhabi-Proton Racing   | Christian Ried Klaus Bachler Khalid Al Qubaisi                             | Porsche 4.0 L Flat-6         | M          | 44   |
| DNF | LMGTE Pro | 92 | Porsche Team Manthey      | Patrick Pilet Frédéric Makowiecki Wolf Henzler                             | Porsche 911 RSR              | M          | 14   |
| DNF | LMGTE Pro | 92 | Porsche Team Manthey      | Patrick Pilet Frédéric Makowiecki Wolf Henzler                             | Porsche 4.0 L Flat-6         | M          | 14   |
| EX  | LMP1      | 4  | Team ByKolles             | Simon Trummer Pierre Kaffer Tiago Monteiro                                 | CLM P1/01                    | M          | 260  |
| EX  | LMP1      | 4  | Team ByKolles             | Simon Trummer Pierre Kaffer Tiago Monteiro                                 | AER P60 2.4 L Turbo V6       | M          | 260  |
| WD  | LMGTE Pro | 63 | Corvette Racing-GM        | Jan Magnussen Antonio García Ryan Briscoe                                  | Chevrolet Corvette C7.R      | M          | –    |
| WD  | LMGTE Pro | 63 | Corvette Racing-GM        | Jan Magnussen Antonio García Ryan Briscoe                                  | Chevrolet 5.5 L V8           | M          | –    |